# Briceño (kommun i Antioquia, lat 7,05, long -75,51)
Briceño är en kommun i Colombia.   Den ligger i departementet Antioquía, i den nordvästra delen av landet, 300 km nordväst om huvudstaden Bogotá. Antalet invånare är 8 783. Arean är 401 kvadratkilometer.
Terrängen i Briceño är bergig åt nordväst, men åt sydost är den kuperad.